# 2016 FH59
2016 FH59 est un objet de la ceinture de Kuiper.

## Caractéristiques
2016 FH59 mesure environ 247 kilomètres de diamètre, il est probablement en résonance avec Neptune.